# Berkeley
Berkeley [ˈbɝːklɪ] ist eine US-amerikanische Stadt im Alameda County in der nordkalifornischen San Francisco Bay Area. Sie grenzt im Süden an die Stadt Oakland, im Osten an die Berkeley Hills und im Norden an die Städte Albany und El Cerrito. Berkeley hat 124.321 Einwohner (2020).

## Geschichte

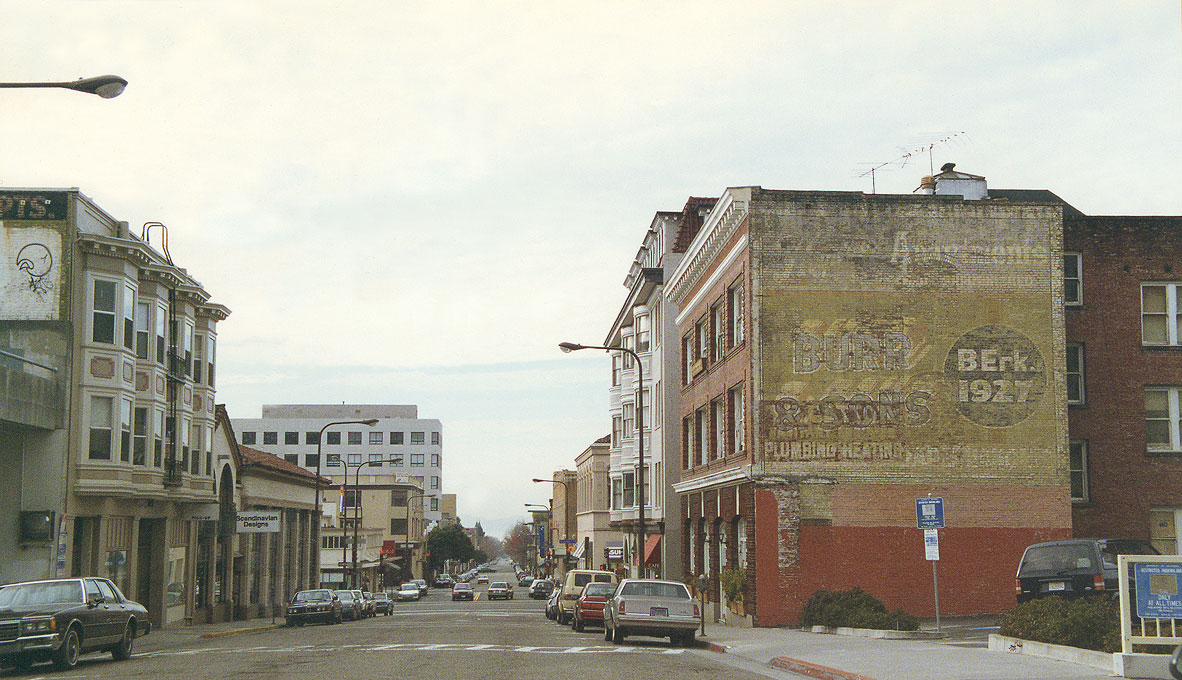
Seitenstraße in Berkeley, 1994

Das Gebiet des heutigen Berkeley wurde von den Ohlone-Indianern bewohnt. Es wurden Vertiefungen in Felsformationen gefunden, die sie benutzt hatten, um Eicheln zu zermahlen. In den 1950ern wurden beim Umbau eines Geschäftshauses im Stadtzentrum weitere Artefakte gefunden. 1776 kamen die ersten Europäer mit einer Expedition von Juan Bautista de Anza an. Die Expedition führte zur Gründung der Presidio von San Francisco am Eingang der Bucht von San Francisco.
Die Stadt ist nach dem in Irland geborenen Philosophen George Berkeley benannt. Laut Aufzeichnungen der Universität von Kalifornien in Berkeley beobachtete eine Gruppe von Studenten des College of California, wie zwei Schiffe durch das Golden Gate auf den Pazifik hinausfuhren. Einer der Studenten, Frederick Billings, fühlte sich angesichts dieses Anblicks an die Zeilen von Bischof Berkeley Westward the course of empire takes its way („Westwärts nimmt der Gang des Imperiums seinen Lauf“) erinnert und regte an, die Stadt nach dem berühmten Philosophen zu benennen.
Während der 1960er und 1970er Jahre organisierten Studenten auf dem Campus der Universität von Kalifornien eine nationale Protestbewegung gegen das amerikanische Engagement im Vietnamkrieg (1959–1975), daher wurde für viele die Stadt zum Symbol für Andersdenkende. Zu dieser Zeit wurde Berkeley auch von Musikbegeisterten in aller Welt wahrgenommen, denn die Band Creedence Clearwater Revival stammt von dort.
Berkeley ist ein bedeutendes Zentrum der Kernphysik. Hier wurden zahlreiche Transurane erstmals in Teilchenbeschleunigern erzeugt. Aus diesem Grund wurde das Element mit der Ordnungszahl 97 nach Berkeley benannt (Berkelium). 1986 wurde das Stadtgebiet zur atomwaffenfreien Zone erklärt, um so Forschungsarbeiten an Atomwaffen verhindern zu können.

## Geographie
Nach Angaben des United States Census Bureau beläuft sich das Stadtgebiet auf 45,9 km², wobei 18,8 km² bzw. 40,94 Prozent davon Wasserflächen ausmachen.

## Demografie
(Daten beziehen sich auf die Volkszählung im Jahr 2000)
Mit einer Einwohnerzahl von 112.578 ist Berkeley nach Oakland, Fremont und Hayward die viertgrößte Stadt im Bezirk Alameda. Die Bevölkerungsdichte liegt bei 4154,2 Einwohnern pro km². In der Stadt gibt es 46.875 Wohnungen, 44.955 Haushalte und 18.656 Familien. Das Durchschnittseinkommen eines Haushaltes betrug im Jahr 2000 44.485 US-Dollar, das einer Familie 70.434 US-Dollar. Das Pro-Kopf-Einkommen lag bei 30.477 US-Dollar. Jeder fünfte Einwohner Berkeleys lebt unterhalb der Armutsgrenze.
In 17,8 % aller Haushalte leben Kinder unter 18 Jahren. 38,1 % aller Haushalte sind Single-Haushalte, in 28,9 % der Haushalte leben verheiratete Paare. Die durchschnittliche Haushaltsgröße liegt bei 2,16 Personen, die der Familien bei 2,84. Das Durchschnittsalter in der Stadt Berkeley ist 32,5 Jahre.

## Wirtschaft

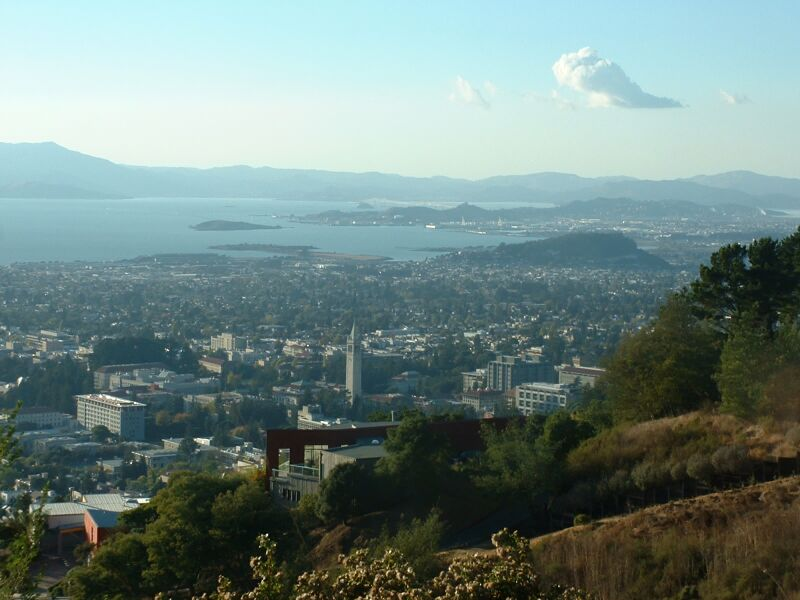
Berkeley vom Claremont Canyon aus gesehen

Die Wirtschaft der Stadt Berkeley ist größtenteils mittelständisch strukturiert. Eine Ausnahme stellen nur die University of California, Berkeley und die durch sie angelockten Großkonzerne wie Bayer und Kaiser dar. Der Dienstleistungssektor nimmt eine dominante Stellung ein, wobei auch zahlreiche Unternehmen der Pharmabranche und des metallverarbeitenden Gewerbes für die Wirtschaft von Bedeutung ist.
Die wichtigsten Arbeitgeber in der Stadt sind nach der UC Berkeley das Ernest Orlando Lawrence Berkeley National Laboratory mit 3832 Beschäftigten, das Alta-Bates-Krankenhaus mit 2065 Beschäftigten, die Stadt Berkeley mit 1569 Beschäftigten, die Schulbehörde Berkeleys mit 1200 Beschäftigten und die Bayer AG mit 1101 Beschäftigten. In der Stadt arbeiten etwa 70.000 Menschen, und im Jahr 1999 lag die Arbeitslosigkeit bei 2,3 %. Ein großes Problem für die wirtschaftliche Entwicklung in Berkeley sind die seit dem Boom in der Mitte der 1990er Jahre stark angestiegenen Mietpreise.

## Kultur und Bildung

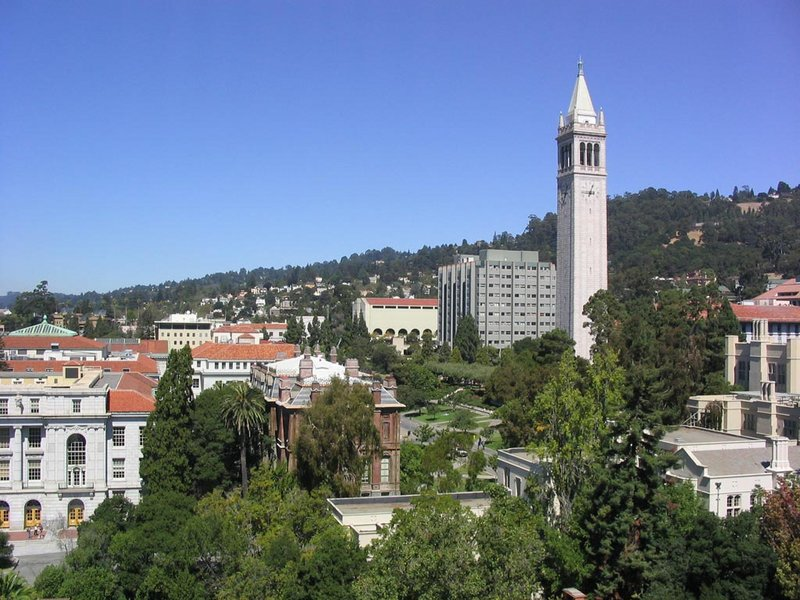
Campus der Universität

### Bildungseinrichtungen
Universitäten und Colleges
- Berkeley City College, vormals Vista Community College
- Graduate Theological Union
- San Francisco Institute of Architecture
- University of California, Berkeley

Forschungsinstitute
- Ernest Orlando Lawrence Berkeley National Laboratory
- International Computer Science Institute
- Lawrence Hall of Science
- Mathematical Sciences Research Institute

Schulen
In Berkeley gibt es insgesamt vier High Schools, drei davon sind Privatschulen, und es gibt zahlreiche Elementary- und Middleschools.

### Bibliotheken
Neben den zahlreichen Bibliotheken der Hochschulen steht der Bevölkerung eine öffentliche Bibliothek der Stadt zur Verfügung. Ihre Sammlung umfasst etwa 380.000 Bücher, 25.000 Audio- und 8.000 Video-Materialien. Zur Stadtbibliothek gehören neben der Zentralstelle fünf Zweigstellen, die über das Stadtgebiet verteilt sind.

### Museen
In Berkeley gibt es zahlreiche Museen. Zu den bekanntesten gehören das Berkeley Art Museum & Pacific Film Archive und die Lawrence Hall of Science, die sich beide auf dem Campus der UC Berkeley befinden.

### Sonstige Sehenswürdigkeiten
Berkeley ist mit seinem Jachthafen ein beliebtes Wassersportzentrum. Sehenswert sind der Rosengarten, der botanische Garten und das Kunstmuseum der Universität.

### Medien
In Berkeley sendet die Pacifica Radio Station KPFA ihr Public-Radio-Programm.

## Partnerstädte
- Asmara, Eritrea
- Blackfeet Indian Reservation, Montana, Vereinigte Staaten
- Dmitrow, Russland
- Dschibuti, Dschibuti
- Gao, Mali
- Haidian, Volksrepublik China
- Jena, Deutschland
- León, Nicaragua
- Mathopestad, Südafrika
- Oukasie, Südafrika
- Palma Soriano, Kuba
- Sakai, Japan
- San Antonio Los Ranchos, El Salvador
- Ulan-Ude, Russland
- Uma-Bawang, Malaysia
- Yondó, Kolumbien
- Yurok Tribe, Kalifornien, Vereinigte Staaten

## Söhne und Töchter der Stadt

### Bis 1950
- Walter F. Boone (1898–1995), Admiral der United States Navy
- Derrick Henry Lehmer (1905–1991), Mathematiker
- Ralph Gilman (1916–1955), Schwimmer
- Ben C. Gerwick (1919–2006), Bauingenieur
- Tommy Angell (1924–2022), Fechterin
- James Ivory (* 1928), Filmregisseur
- Billy Martin (1928–1989), Baseballspieler und -manager
- Ursula K. Le Guin (1929–2018), Schriftstellerin
- Don Walsh (1931–2023), Ozeanograph
- Dana Scott (* 1932), Informatiker und Turingpreisträger
- Ron Goulart (1933–2022), Schriftsteller
- Janet Hopps (* 1934), Tennisspielerin
- John McCracken (1934–2011), Künstler
- Victoria Chick (1936–2023), Wirtschaftswissenschaftlerin
- Jane H. Hill (1939–2018), Anthropologin
- Frank Chin (* 1940), Schriftsteller
- Phil Lesh (1940–2024), Musiker und Bassist (Grateful Dead)
- Tom Fogerty (1941–1990), Musiker und Gitarrist (Creedence Clearwater Revival)
- Dave Weill (* 1941), Diskuswerfer, Bronzemedaillen-Gewinner bei Olympia
- Art Evans (1942–2024), Schauspieler
- Karen Grassle (* 1942), Schauspielerin
- Sylvia Ruuska (1942–2019), Schwimmerin
- John Cipollina (1943–1989), Rockmusiker und Gitarrist
- Richard Gant (* 1944), Schauspieler
- John Fogerty (* 1945), Musiker (Creedence Clearwater Revival)
- Darondo (1946–2013), Soulsänger
- Robert H. Gardner (* 1947), Dokumentarfilmer, Filmproduzent, Filmregisseur und Drehbuchautor
- Gary Sheerer (* 1947), Wasserballspieler
- Nancy Turner (* 1947), kanadische Ethnobotanikerin und Hochschullehrerin
- Erik Olin Wright (1947–2019), Soziologe
- Jeff Borowiak (* 1949), Tennisspieler
- Ian Hideo Levy (* 1950), Schriftsteller und Übersetzer
- Ernie Wasson (* 1950), Botaniker und Gartenbauwissenschaftler

### 1951 bis 1970
- Mike Neel (* 1951), Radsportler
- Toyoji Tomita (1951–2008), Posaunist und Gartenbauer
- Aina Kemanis (* 1952), Sängerin und Flötistin
- Etienne Rolin (* 1952), französischer Musiker und Komponist
- Steve Elson (* 1953), Jazz- und Fusionmusiker
- Grant Geissman (* 1953), Jazz- und Fusionsmusiker
- Kathleen Kennedy (* 1953), Filmproduzentin
- Jon Svendsen (1953–2024), Wasserballspieler
- Lisa Pelikan (* 1954), Schauspielerin
- Carla Hesse (* 1956), Historikerin
- Curtis McMullen (* 1958), Mathematiker
- Nina Hartley (* 1959), Pornodarstellerin
- Mike Mignola (* 1960), Comicautor und -zeichner
- Chris Carmichael (* 1961), Radsporttrainer
- Melissa Sue Anderson (* 1962), Schauspielerin
- Daphne Zuniga (* 1962), Schauspielerin
- D. C. Douglas (* 1966), Schauspieler, Synchronsprecher und Filmschaffender
- Kate Hodge (* 1966), Schauspielerin
- Ed Quinn (* 1968), Schauspieler
- Alex Skolnick (* 1968), Jazz- und Rock-Gitarrist
- Joshua Redman (* 1969), Jazz-Saxophonist
- Damien Masterson (* 1970), Musiker

### Ab 1971
- Ben Affleck (* 1972), Schauspieler
- Mike Dirnt (* 1972), Musiker (Green Day)
- Gabriela Lena Frank (* 1972), Komponistin und Pianistin
- Dave Meyers (* 1972), Musikvideo- und Filmregisseur
- Rebecca Romijn (* 1972), Model und Schauspielerin
- Michael Sell (* 1972), Tennisspieler
- Nikki Tyler (* 1972), Pornodarstellerin
- Bernhard Ruchti (* 1974), Schweizer Pianist, Organist, Komponist und Musikforscher
- Grace Upshaw (* 1975), Leichtathletin
- Christopher Rice (* 1978), Schriftsteller
- Andy Samberg (* 1978), Comedian und Filmemacher (The Lonely Island)
- Aurora Nealand (* 1979), Jazzmusikerin, Klangkünstlerin
- Nicole Richie (* 1981), Model
- Elizabeth Swaney (* 1984), für Ungarn startende Freestyle-Skierin
- Kelly Griffin (* 1986), Rugbyspielerin
- John Bryant (* 1987), Basketballspieler
- Chloe Fineman (* 1988), Schauspielerin, Synchronsprecherin und Comedienne
- Lil B (* 1989), Rapper
- Alexi Pappas (* 1990), griechisch-US-amerikanische Langstreckenläuferin
- Samora Pinderhughes (* 1991), Singer-Songwriter, Pianist und Komponist
- Drew Holland (* 1995), Wasserballspieler
- Mackenzie McDonald (* 1995), Tennisspieler
- Julia Kern (* 1997), Skilangläuferin
- Hersh Goldberg-Polin (2000–2024), US-amerikanisch-israelisches Terroropfer der Hamas